# Лео Соторник
Лео Соторник (чеськ. Leo Sotorník, 11 квітня 1926, Вітковиці, Острава — 14 березня 1998, Прага) — чехословацький гімнаст, призер Олімпійських ігор, чемпіон світу.

## Біографічні дані
Лео Соторник на Олімпіаді 1948 завоював бронзову медаль в опорному стрибку і зайняв п'ятдесяте місце в абсолютному заліку та шосте — в командному.
Лео Соторник ще брав участь у змаганнях на Олімпійських іграх 1952, але залишився без нагород, зайнявши 7-е місце в командному заліку і 41-е в індивідуальному. На Олімпіаді 1952 у нього найвище з індивідуальних вправ — 9-е місце в опорному стрибку.
На чемпіонаті світу 1954 Лео Соторник досяг найбільшого успіху, завоювавши золоту медаль в опорному стрибку. В командному заліку він зайняв п'яте місце.